# Gruzińscy Żydzi
Gruzińscy Żydzi – etnolingwistyczna grupa Żydów. W gruzińskiej tradycji historycznej przeważa pogląd, że pierwsi Żydzi na tereny współczesnej Gruzji przybyli po zajęciu przez Nabuchodonozora II Jerozolimy w 586 roku p.n.e. Gruzińscy Żydzi używają głównie języka gruzińskiego, w piśmiennictwie – alfabetu gruzińskiego. W środowisku handlowym rozwinęli język kiwruli. W piśmiennictwie gruzińskim nazwa społeczności funkcjonuje od XI wieku, w XIX wieku upowszechniła się i utrwaliła także w Cesarstwie Rosyjskim.